# Cinema d'animació
El cinema d'animació és una categoria dins del cinema (o de manera global, una categoria de l'audiovisual) que es caracteritza per no recorre a la tècnica del rodatge d'imatges reals, sinó a una o més tècniques pròpies de l'animació. Les tècniques tradicionals d'animació han estat durant molt de temps el dibuix animat (dibuixos plans en dues dimensions fotografiats imatge per imatge) o l'animació en volums (models reduïts o figuretes fotografiades imatge per imatge). Actualment se sol recorre a l'animació per ordinador.
En el cinema d'imatges reals es registren imatges reals en moviment continu, descomponent-lo automàticament en un nombre determinat d'imatges per segon. En el cine d'animació però, no existeix cap moviment real a enregistrar, sinó que es produeixen les imatges separadament de la realitat. Es pot fer automàticament amb l'ajuda d'un ordinador o bé de manera tradicional, una per una i mitjançant dibuixos, models o altres tècniques de manera que al projectar-se consecutivament la pel·lícula resultant, s'aconsegueixi produir una il·lusió de moviment.
La diferència entre l'animació i la imatge real rau en el fet que el cinema d'imatge real analitza i descompon un moviment real, mentre que el cinema d'animació produeix la sensació visual d'un moviment que en realitat no es produeix.

## Animació
L'animació, considerada normalment una il·lusió òptica, és un procés dut a terme per un o més animadors que s'aconsegueix a partir de dotar de moviment a dibuixos o objectes inanimats com ara figures de plastilina o de qualsevol altre material. Això és possible gràcies a una seqüència de dibuixos que, ordenats de manera consecutiva, aconsegueixen generar una il·lusió de moviment.
La paraula animar, prové del llatí «Anima» i significa ànima. Per tant, l'acció d'animar s'hauria de traduir com «dotar d'ànima», referint-se a tot allò que no la tingui.

## Origen i història de l'animació

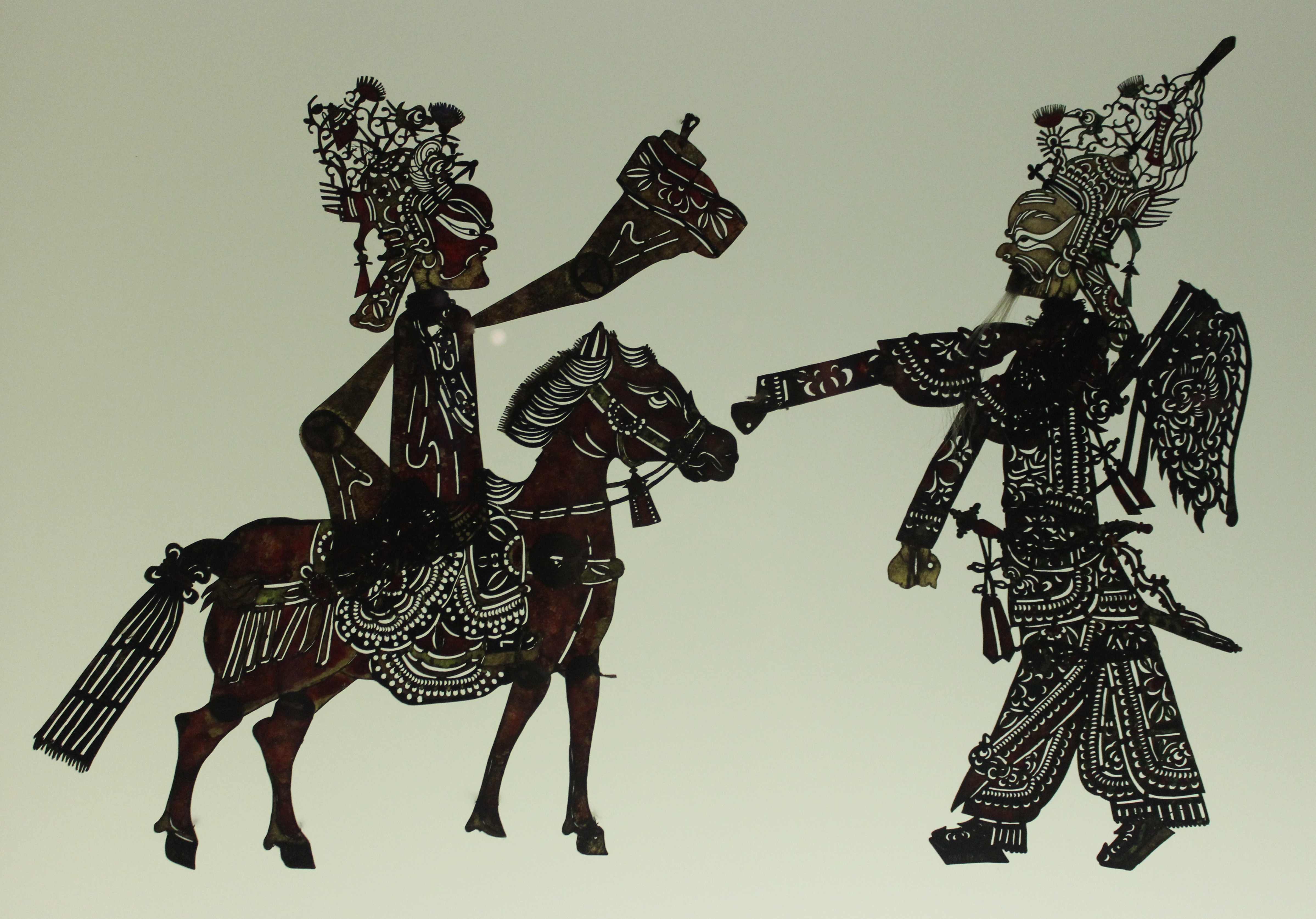
Ombres xineses

Des dels inicis els humans hem intentat representar la il·lusió de moviment. Ara sigui en les pintures rupestres, que servien per explicar històries o fets quotidians de l'època. Tanmateix en l'art egipci, on els faraons ordenaven fer pintar a l'exterior d'un temple diverses seqüències d'una figura per tal de poder visualitzar-les en moviment si es passava per davant a gran velocitat. Així com els grecs i els romans, que plasmaven sobre alguns dels seus objectes i parets accions quotidianes de la seva vida o escenes de mites. I també els habitants de l'illa de Java van participar amb el desenvolupament dels efectes visuals a través de les ombres xineses.
Però no va ser fins a l'any 1640 que l'alemany Athanasius Kircher va inventar el primer projector d'imatges, el qual va batejar com a Llanterna màgica i que podia projectar diverses fases consecutives del moviment mitjançant gravats en cristalls.
Van passar quasi 200 anys fins que el 1824 Peter Mark Roget va ser un dels primers en observar el fenomen de la persistència de la visió, que posteriorment donaria origen al cinema. Aquest principi, demostrava que la retina de l'ull humà reté la imatge que veu durant el suficient temps per ser substituïda per una altra, i així successivament, fins a fer un moviment complet. La primera joguina òptica que posava en pràctica la teoria de Peter Mark Roget és el Taumatrop.
No obstant això, actualment, des del camp de la neurofisiologia, està demostrat que aquest principi és un mite, ja que podem afirmar que la percepció de moviment aparent a partir d'imatges estàtiques, es deu al temps que necessiten els senyals elèctrics procedents de la retina per anar fins al cervell, on s'acaben processant les imatges. Tot i això, un dels motius perquè encara es prengui per veritable aquest principi, és per la senzillesa que comporta entendre-ho i pel fet que no comporti seguir-la raonant. Contràriament, les explicacions obtingudes a partir del camp científic, requereixen més esforç per part de l'interessat, ja que ha d'endinsar-se en nocions neurològiques.
Tot i haver sorgit molts invents a partir del Principi de persistència de la visió, cap d'aquests va ascendir de la categoria de joguina fins que el 1831, Joseph Antoine Plateau va inventar el fenaquistoscopi, que mitjançant l'ús de dibuixos, aconseguia crear la impressió de moviment complet. Simultàniament el professor Simon Ritter von Stampfer va crear l'estroboscopi, amb el qual va aconseguir que una sèrie de dibuixos d'una nina es posessin en moviment. Tan sols per aquest fet, és considerat per a molts el «pare» dels dibuixos animats. Actualment, l'enginyosa i original formula del disc amb dibuixos s'ha transformat en un aparell sofisticat, ja que és una adaptació actual d'un flaix electrònic que, a partir d'emetre una sèrie de centelleigs continuats, permet apreciar en moviment els múltiples dibuixos que hi ha plasmats.
Uns anys més tard, el 1834, William George Horner basant-se també en el principi esmentat anteriorment, va crear el Zoòtrop. Aquest aparell va ser una inspiració per la creació del que avui en dia coneixem com a cinema, ja que ambdós, a partir d'una successió d'imatges, relaten una història.
En paral·lel, va néixer la fotografia. Cap a l'any 1852, les fotografies van anar agafant terreny i per tant, van començar a substituir els dibuixos dels artefactes que s'usaven per animar.

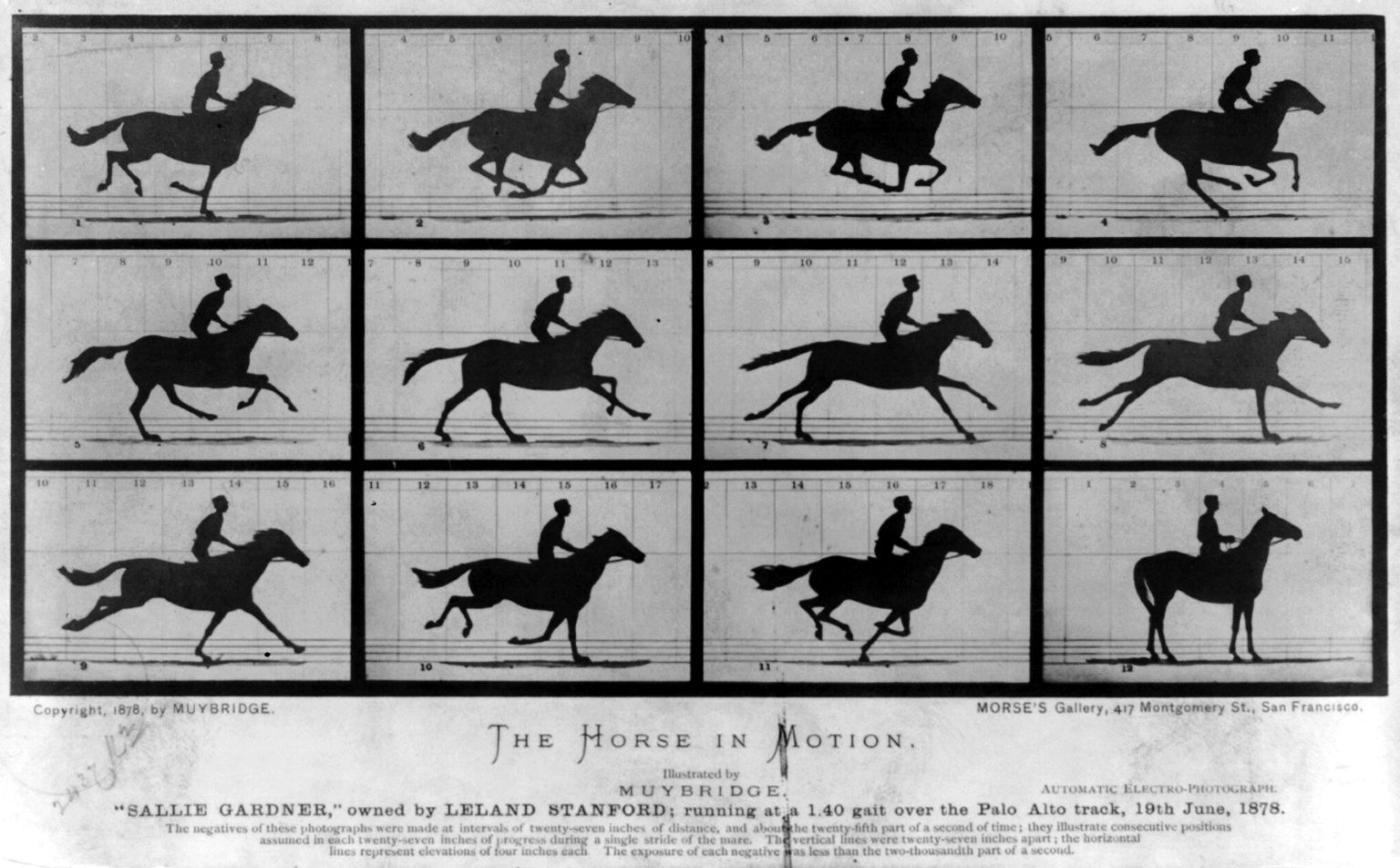
Fotogrames de l'experiment The Horse in Motion de Muybridge.

L'any 1872 Eadweard Muybridge va fer l'experiment The Horse in Motion, en el qual va aconseguir plasmar el galop d'un cavall per tal de demostrar que hi havia un moment en què les quatre potes del cavall es mantenien per sobre del terra. Per dur-ho a terme va col·locar vint-i-quatre càmeres en fila al llarg d'una pista de curses i a mesura que el cavall avançava, anava trencant la corda que disparava l'obturador de cada càmera per tal d'aconseguir captar totes les fases successives del moviment del cavall.
El 1877 el pioner del cinema d'animació Émile Reynaud va inventar el Praxinoscopi. Un any després va desenvolupar el Teatre Òptic el qual basat en el seu primer invent, permetia projectar pel·lícules animades dotades d'argument, amb música i efectes sonors sobre una pantalla.
Finalment, entre els diversos sistemes primitius coneguts hi trobem el Mutoscopi, inventat l'any 1894. Aquest dispositiu cinematogràfic, consisteix en una senzilla capseta amb un mecanisme molt simple que permet de forma més o menys automàtica veure com els dibuixos plasmats en una sèrie de fulls, passen de forma ràpida i consecutiva i conseqüentment, crear la impressió de moviment.
Una de les primeres filmacions cinematogràfiques, l'any 1894, va ser la dels germans Lumière, els quals van crear el Cinematògraf. Aquest invent va ser el primer que permetia gravar i posteriorment, projectar imatges en moviment. La primera pel·lícula que els germans francesos van presentar La Sortie Des Usines (1895) va esdevenir el naixement del cinema. Thomas Edison per altra banda, també havia començat a investigar sobre les pel·lícules animades amb la construcció d'un aparell anomenat Quinetoscopi, que era capaç de projectar una imatge en moviment continu.

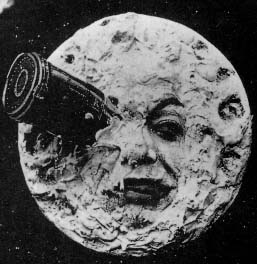
Fotograma de la pel·lícula Le Voyage dans la Lune de Méliès.

Les primeres pel·lícules que van sorgir eren de naturalesa documental, ja que els pioners solien ser científics i enginyers, però tot va canviar quan els artistes van començar a experimentar, sovint a causa d'errors o accidents amb els aparells, el que més tard coneixeríem com a efectes especials. És el cas de Georges Méliès, un famós il·lusionista de finals del s.XIX. Un dels seus curts més famós i on feia ús de diversos efectes és Le Voyage dans la Lune (1902).
Tot i que el naixement oficial del cinema no va ser fins a l'any 1895, el cinema d'animació no va fer la seva aparició fins a principis del segle xx, el 1905, quan Segundo de Chomón va crear la primera animació de la història. Tot i això aquest mèrit, oficialment, el rep Stuart Blackton amb The Haunted Hotel. Blackton, també va crear Humorous Phases of Funny Faces. Una altra figura representativa de l'animació va ser el francès Émile Cohl que, l'any 1908, va aconseguir realitzar una breu seqüència animada en la qual unes figures blanques es movien sobre un fons negre.
Ara bé, no va ser fins uns anys més tard que Winsor McCay, un artista americà, aconseguís presentar una producció que no fos més que un mer experiment. Podem afirmar que va ser un dels pioners en els dibuixos animats, ja que va realitzar Gertie the Dinosaur (1914) d'una sèrie que va tenir un gran èxit entre el públic. També va realitzar The Sinking of the Lusitania (1918), considerat el primer documental animat.
Durant els anys 1908 al 1917, van anar apareixent a les pantalles americanes una sèrie de produccions molt aclamades pel públic, entre les quals destacaven Krazy Kat de Ben Harrison i Manny Gould, Coronel Heezaliar de John R. Bray i Wokoel de Max Fleischer. Entremig, l'any 1915, Earl Hurd va desenvolupar l'animació per làmines d'acetat, cosa que va facilitar molt el procés d'animació i va reduir considerablement el temps que es tardava a dibuixar.
Simultàniament, les tècniques d'animació van començar a evolucionar i a buscar millores en el seu desenvolupament i realisme. Félix el Gat de Pat Sullivan, va ser la primera realització que mostrava un alt nivell de professionalitat. Va gaudir d'un gran èxit d'audiència durant els anys 20 i 30, però no va superar les possibilitats que el cine oferia amb la revolució del color i el so i va acabar sent superat per altres estudis com Disney, ja que no podia competir amb Mickey Mouse.
L'any 1917 l'argentí Quirino Cristiani va realitzar el primer llargmetratge mut d'animació, anomenat l'Apòstol. Part de la pel·lícula es va perdre a causa del costum de l'època de reutilitzar els cel·luloides revelats per fabricar pintes. Tot i així, hi ha molts altres llargmetratges destacats de l'època que actualment sí que estan a disposició del públic com ara Die Abenteuer des Prinzen Achmed (1926) de Lotte Reiniger, el primer llargmetratge de dibuixos animats que es conserva.
A mesura que passava el temps, van anar apareixent les primeres formes d'animació. Hi havia les pel·lícules comercials destinades a abastar una gran part del públic, com les animacions de Walt Disney, on Mickey Mouse va representar un punt d'inflexió important en la història del cinema d'animació, També hi havia els artistes d'avantguarda com Oskar Fischinger, que combinava geometria i música en les seves animacions.
L'èxit de Mickey Mouse va comportar haver d'investigar i millorar algunes de les seves tècniques, aplicar so i diversos efectes, combinar personatges animats amb actors reals i la invenció de la càmera multiplà (desenvolupada per Iwerks), la qual permetia obtenir una profunditat de camp i, per tant, augmentar el realisme en la producció dels dibuixos. Amb l'estrena de Snow White and the Seven Dwarfs (1937), un dels primers llargmetratges amb so i color produïts, Disney va demostrar que el dibuix animat com a cinema, podia rivalitzar amb qualsevol altra pel·lícula. Així mateix, els germans David i Max Fleischer també van aportar moltes millores en els àmbits del color i del so. Aquests, competien contra Disney amb pel·lícules tan populars com Betty Boop o Popeye The Sailor. El 1939 amb Gulliver's Travels, van utilitzar el Rotoscopi, un aparell inventat per ells que permetia millorar l'execució dels moviments dels dibuixos animats, ja que es podien dissenyar imatges a partir de referències filmades en viu.

## Tècniques

### Animació Tradicional
Els dibuixos animats van néixer abans que el cinema mateix. Recordem les conegudes Pantomimes Lluminoses que Emile Reynaud exhibia des de 1892 en el Museu Grévin pel públic de Paris. Però Reynaud pintava els ninots directament sobre una banda de paper i no com es faria més tard, és a dir, fotografiant sobre pel·lícula les sèries de dibuixos.
El veritable creador dels dibuixos animats va ser Émile Cohl. Émile Cohl va crear els seus primers ninots en França (1908-1912). La seva primera pel·lícula de dibuixos animats, en el sentit tradicional del terme, va ser "Fantasmagorie", el 1908.

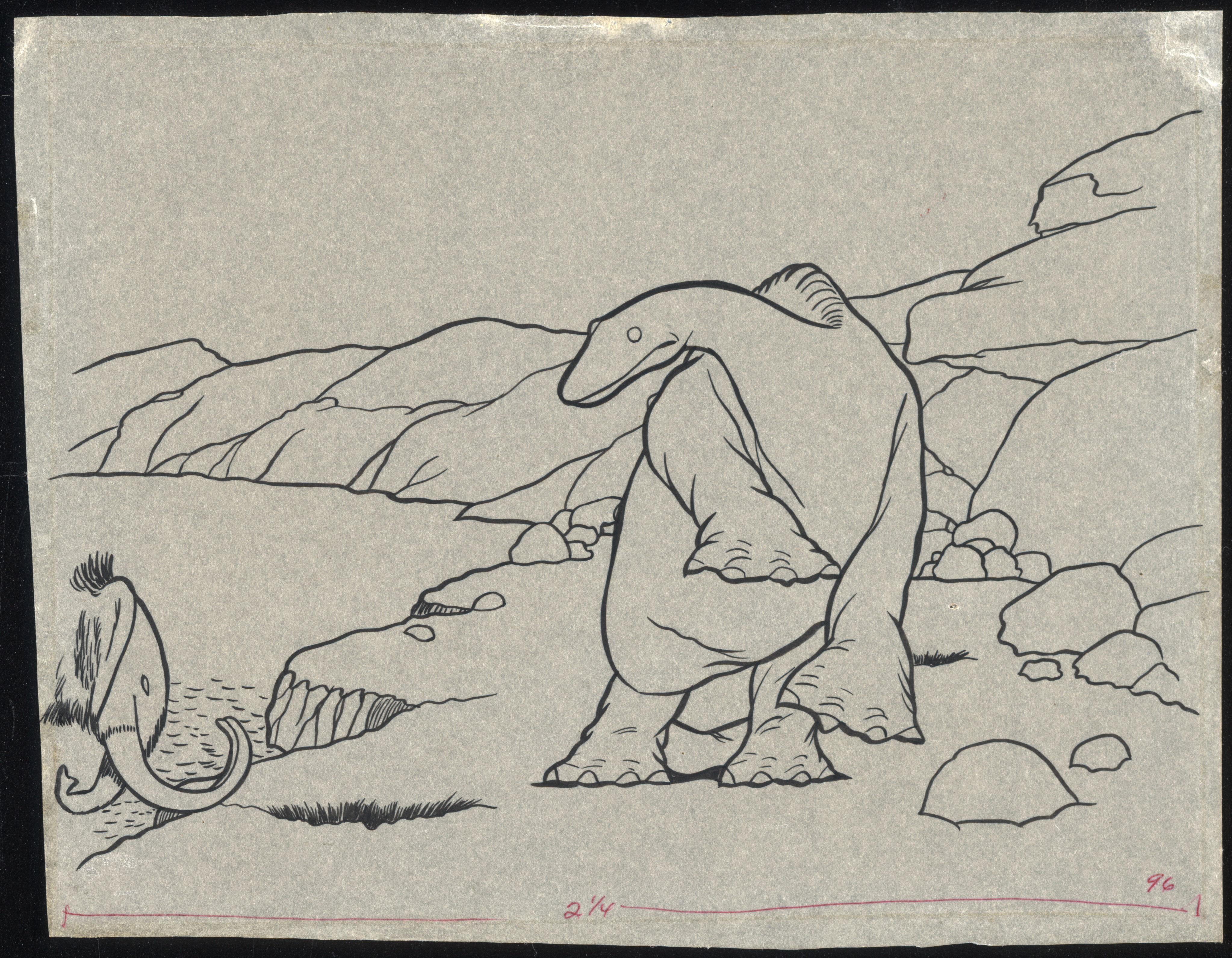
Imatge sobre Gertie, the Dinosaur de Winsor McCay

Si el gènere va néixer a França, va conèixer el seu desenvolupament i esplendor en els Estats Units. Poc després que Cohl iniciés les seves experiències, Winsor McCay creava a Amèrica el curiós personatge Gertie, el dinosaure (1914), inspirant-se en l'estil de les històries còmiques populars. També el nord-americà Earl Hurd qui va perfeccionar la tècnica dels dibuixos animats, al patentar en 1915 l'ús de fulles transparents de cel·luloide (cells) per dibuixar imatges que permetrien sobreposar a un fons fixe les parts en moviment (actions). En aquest mètode de treball, millorat per Raoul Barré, al servei d'Edison, i Bill Nolan, que va introduir el moviment de panoràmica en els fondos, va obrir una etapa de gran progrés per als dibuixos animats.
L'animació tradicional és el procés usat en moltes de les pel·lícules animades del segle xx. Aquesta s'originava dibuixant els fotogrames un per un, incorporant-ne 24 per segon, seguint la tècnica desenvolupada per Walt Disney a principis d'aquell segle. L'animador havia de dibuixar cada fotograma sobre paper, que posteriorment es passava a tinta i es pintava sobre làmines d'acetat. Finalment, aquest dibuix es fotografiava amb una càmera estàtica. Les fotografies resultants després es col·locaven en seqüència per aconseguir donar la il·lusió de moviment. Amb l'aparició dels ordinadors, però, aquesta tècnica ha anat desapareixent per les seves mancances pel que fa a rapidesa i costs econòmics.
Alguns exemples de pel·lícules d'animació tradicional són Pinocchio (Estats Units, 1940), Animal Farm (Regne Unit, 1950) i The Illusionist (Regne Unit-França, 2010).

### Stop Motion
La primera persona a dur-ho a terme va ser Segundo de Chomón amb el seu anomenat pas de manovella. L'animació stop motion o "en volum" consisteix en crear una il·lusió de moviment a partir de la manipulació física d'objectes reals, fotografiant-los fotograma per fotograma, en cada un dels quals es mou lleugerament l'objecte, que va canviant de posició seguint la continuïtat lògica del moviment que es vol imitar per aconseguir un determinat resultat visual.
Posteriorment, al reproduir els fotogrames un rere l'altre, la projecció crearà la il·lusió que l'objecte fotografiat es mou per si mateix. D'aquesta manera, es pot animar qualsevol objecte tridimensional.
Aquesta tècnica es divideix en dos grans grups; animació d'objectes rígids, com ara ninots o titelles (puppet) i animació d'objectes fets amb plastilina o qualsevol altre material mal·leable (claymation).
Podem trobar variants de l'stop motion, com ara el replacement animation, on els ninots no només són figures mòbils, sinó que tenen parts del rostre intercanviables per tal que puguin canviar d'expressió.
L'animació stop motion, a diferència de l'animació tradicional, presenta un gran realisme fotogràfic, ja que en aquesta la profunditat de camp és completament autèntica, mentre que en la tradicional era tan sols una il·lusió òptica.

#### Cut-out
L'animació cut-out és una tècnica d'animació stop motion en què s'utilitzen com a objectes animats figures retallades, ja sigui en paper o fotografies, que formen els cossos dels diversos personatges. Movent i reemplaçant aquests retalls s'aconsegueix la il·lusió que els personatges van canviant de posició, dotant-los de vida.
Aquest tipus d'animació apareix, per exemple, en seqüències de Monty Python's Flying Circus (Regne Unit, 1969–1974), Fantastic Planet (França/Txecoslovàquia, 1973), Tale of Tales (Rússia, 1979) i South Park.

#### Claymation
En l'animació claymation, els objectes utilitzats són fets d'algun tipus de material mal·leable, com per exemple la plastilina. Pot ser que les figures no estiguin definides des d'un inici, si no que es van transformant al llarg del film, o bé que mantinguin una forma constant durant tota la pel·lícula. Un exemple de film animat amb aquesta tècnica és The Adventures of Mark Twain.

#### Pixilació
Amb aquesta tècnica, s'introdueixen persones reals, a més dels objectes, en els films d'animació stop motion. La pixilació permet usar efectes surrealistes com l'aparició o desaparició de personatges.
Dos exemples d'aquest tipus d'animació stop motion són els curtmetratges The Secret Adventures of Tom Thumb i Angry Kid.

#### Go motion
L'animació go motion és una variant de l'animació stop motion que consisteix en sacsejar l'objecte fotografiat lleugerament a l'hora d'obtenir el fotograma per introduir-hi l'efecte del motion blur, un efecte borrós sobre les parts de l'objecte que estan en moviment, que augmenta, d'aquesta manera, la sensació de realisme en l'animació resultant. L'efecte concret que es busca amb aquest tipus de tècnica és l'efecte borrós que apareix en alguns fotogrames quan, en les filmacions a temps real, l'objecte és més ràpid que la velocitat d'obturació de la càmera.
Aquesta tècnica va ser inventada per Industrial Light & Magic i per Phil Tippett per crear els efectes especials d'algunes escenes de la pel·lícula L'Imperi Contraataca (1980).

### Matte painting
Aquesta tècnica consisteix en la creació d'un fons o part d'aquest per tal d'incorporar-lo a la filmació real. Tot i que en els seus inicis es va dur a terme manualment, actualment es fa de manera digital.

### Stop Trick
Descobert per accident per Georges Méliès, aquest efecte especial consisteix a filmar un objecte i, mentre la càmera està apagada, col·locar-lo fora de camp i llavors, tornar-la a engegar. En visualitzar la pel·lícula, sembla que l'objecte desaparegui.

### Rotoscòpia
Per fer ús d'aquesta tècnica es necessita una màquina anomenada rotoscopi. Aquest tipus d'animació consisteix a calcar el contorn d'objectes filmats a temps real, utilitzant una làmina transparent prèviament col·locada sobre una placa de vidre i il·luminada per un projector. Disney va ser un dels primers a utilitzar aquesta tècnica amb Snow White and the Seven Dwarfs (1937).

### Film Directe
Consisteix a dibuixar, ratllar, pintar o compondre directament sobre el cel·luloide. Com que és una tècnica ràpida i directe permet estalviar temps i material. El neozelandès Len Lye en va ser el pioner.

### Time-lapse
És un procés de creació que permet abaratir costos de producció. Consisteix a captar imatges fixes per després reproduir-les a velocitats més ràpides de les que en realitat tenen. Un exemple molt clar seria The Flintstones (1960)

### Animació Digital
L'animació digital compren una gran diversitat de tècniques, però totes elles comparteixen la característica d'estar creades digitalment mitjançant un ordinador. Mentre que les tècniques d'animació 2D tendeixen a centrar l'atenció en la manipulació de la imatge, les tècniques 3D normalment s'usen per construir mons virtuals on els objectes poden moure's i interaccionar entre ells, molt més realistes per l'espectador.

#### Animació 2D
Les figures en l'animació 2D estan creades o editades a partir de mapes de bits o gràfics vectorials.

#### Animació 3D

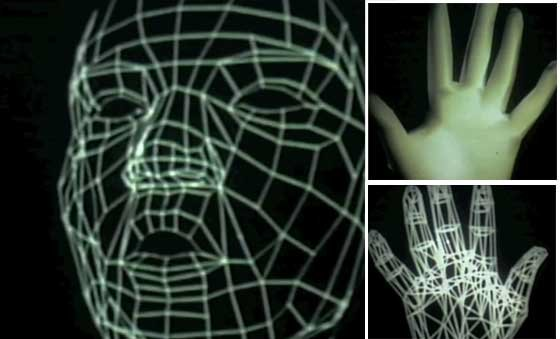
Animació 3D utilitzant una malla poligonal.

L'animació 3D és manipulada i modelada digitalment per un animador. Aquest normalment comença creant una malla poligonal per manipular, que usualment inclou molts vèrtex connectats entre si per cares i cantonades que li donen l'aparença visual d'una forma o ambient en 3D. A vegades a aquesta malla se li dona una estructura d'esquelet intern que s'anomena "armadura", i que pot fer-se servir per controlar la malla a partir dels seus vèrtex.
També s'hi poden aplicar altres tècniques, funcions matemàtiques, simulacions o efectes que entrarien a la categoria de la dinàmica 3D.

## Producció
La creació d'obres d'animació no trivials (és a dir, més de pocs segons) s'ha desenvolupat com una forma de realització de pel·lícules amb certs aspectes únics. Els trets comuns, tant als llargmetratges d'acció en viu com als llargmetratges d'animació, són la intensitat laboral i els costos de producció elevats.
La diferència més important és que, una vegada que una pel·lícula es troba en la fase de producció, el cost marginal d'un rodatge és més alt per a les pel·lícules d'animació que per les pel·lícules d'acció en viu. És relativament fàcil per a un director demanar una presa més durant la fotografia principal d'una pel·lícula d'acció en viu, però cada presa d'una pel·lícula d'animació ha de ser representada manualment pels animadors (tot i que la tasca de fer preses lleugerament diferents s'ha fet menys tediós gràcies a l'animació per ordinador moderna). No té sentit que un estudi pagui els sous de desenes d'animadors per passar setmanes creant una escena visualment enlluernadora de cinc minuts si aquesta escena no fa avançar efectivament la trama de la pel·lícula. Així, els estudis d'animació que van començar amb Disney van començar la pràctica a la dècada de 1930 de mantenir departaments d'històries on els artistes de storyboard desenvolupen cada escena a través d'uns storyboards, i després lliuren la pel·lícula als animadors, només després que l'equip de producció estigui satisfet i que totes les escenes tinguin sentit per si soles. Tot i que ara, les pel·lícules d'acció en directe també s'escenifiquen en storyboard, gaudeixen de més latitud per apartar-se dels storyboards (és a dir, improvisació en temps real).
Un altre problema exclusiu de l'animació és el requisit de mantenir la consistència d'una pel·lícula de principi a fi, fins i tot a mesura que les pel·lícules s'han allargat i els equips s'han fet més grans. Els animadors, com tots els artistes, necessàriament tenen estils individuals, però han de subordinar la seva individualitat d'una manera coherent a l'estil que s'utilitzi en una pel·lícula concreta. Des de principis dels anys vuitanta, els equips per crear llargmetratges d'animació estan formats d'entre 500 i 600 persones, de les quals 50 a 70 són animadores,. És relativament fàcil que dos o tres artistes coincideixin amb els seus estils; sincronitzar els de desenes d'artistes és més difícil.
Aquest problema se sol solucionar fent que un grup separat d'artistes del desenvolupament visual desenvolupi un aspecte i una paleta generals per a cada pel·lícula abans que comenci l'animació. Els dissenyadors de personatges de l'equip de desenvolupament visual dibuixen fulls de models per mostrar com hauria de ser cada personatge amb diferents expressions facials, posats en diferents posicions i vistos des de diferents angles. En projectes tradicionalment animats, sovint s'esculpien maquetes per ajudar els animadors a veure com quedarien els personatges des de diferents angles.
A diferència de les pel·lícules d'acció en viu, les pel·lícules d'animació es desenvolupaven tradicionalment més enllà de l'etapa de sinopsi mitjançant el format storyboard; els artistes del guió gràfic rebrien llavors crèdit per escriure la pel·lícula. A principis dels anys seixanta, els estudis d'animació van començar a contractar guionistes professionals per escriure guions (tot i que també continuaven utilitzant departaments d'històries) i els guions s'havien convertit en un recurs habitual per a les pel·lícules d'animació a finals dels vuitanta.

## Pel·lícules d'Animació

### Pel·lícules animades amb més recaptació de la història:[34]
- 1. Frozen (2013) - 1.27 bilions de dòlars
- 2. Toy Story 3 (2010) - 1 bilió de dòlars
- 3. The Lion King (1994) - 987 milions de dòlars
- 4. Gru, el meu dolent preferit (2010) - 971 milions de dòlars
- 5. Buscant en Nemo (2003) - 937 milions de dòlars
- 6. Shrek 2 (2004) - 920 milions de dòlars
- 7. Shrek Tercer (2007) - 799 milions de dòlars
- 8. Monsters University (2013) - 744 milions de dòlars
- 9. Up (2009) - 731 milions de dòlars
- 10. Els Increïbles (2004) - 631 milions de dòlars

### Pel·lícules animades més ben valorades de la història:[35]
- 1. Fantastic Mr. Fox (2009)
- 2. El viatge de Chihiro (2001)
- 3. Fantasia (1940)
- 4. La Blancaneu i els set nans (1937)
- 5. Duck Amuck (1953)
- 6. WALL·E (2008)
- 7. The Iron Giant (1999)
- 8. Malson abans de Nadal (1993)
- 9. Street of Crocodiles (1986)
- 10. World of Tomorrow (2015)